# 結婚
結婚（けっこん）とは、配偶者と呼ばれる人々の間の、文化的、若しくは法的に認められた繋がりの事で、配偶者同士、その子との間に権利と義務を確立する行為である。
それはほぼ普遍的な文化であるが、結婚の定義は文化や宗教によって、また時間の経過とともに変化する。

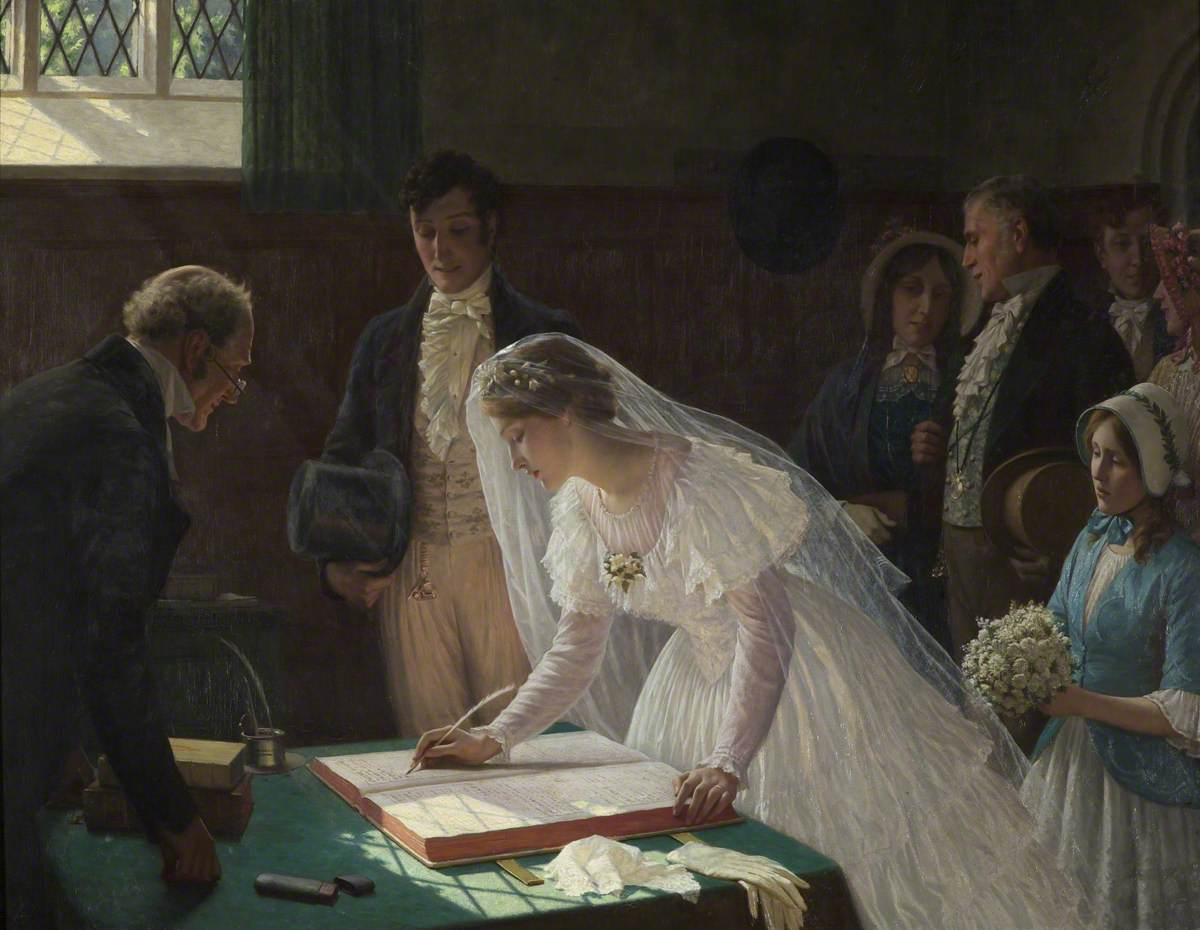
エドマンド・レイトン『結婚記録』。

結婚は婚姻（こんいん）とも言われ、配偶関係の締結を意味するとある。
婚姻（こんいん）は、「夫婦となること」「社会的に承認された夫と妻の結合」という配偶関係の締結を意味する「結婚」の意味以外にも、配偶関係の状態の意味も含めて指している言葉である。
本記事では「婚姻」「結婚」における主に両性の配偶関係の締結について解説する。

## 概要
結婚は、社会の持続に必要不可欠である人口再生産を行う者らに、不貞行為への罰など夫婦関係への法的保護、寡婦や嫡出子の保護や子育て家庭への社会的利益や扶助を付与する為のみに設けられた制度であった。主権国家体制成立前は教会や寺社等の宗教者又は地域の権力者が秘跡や契約として、許可する宗教婚（儀式婚）が主流だったが、主権国家体制の成立以降は各国家（政府）が管轄する法律婚（民事婚）が基本となり、家庭生活及び国民の維持と次世代の再生産の基礎として、対価として男女カップルへ憲法の特別の保護を与えた。「結婚」という概念は宗教婚から法律婚へ移行した国では、法律上の手続を要件とする「法律婚」と同一の意味とされるようになった。
その後の21世紀には生活様式や価値観の変化とともに個人の結婚観も多様化し、国や地域によっては異性間に限定しない同性結婚（同性婚）も含むようになった。同性婚制度自体は2001年にオランダで初導入され、それを皮切りに西ヨーロッパ、北アメリカ、ラテンアメリカ諸国で導入され、2024年時点で37の国・地域（世界人口の17%を占める14億人を有する）で同性婚制度が存在する。ただし、新たに発生した多様な価値観の中には、婚姻制度自体へ否定的な価値観もある。他にもフィクトセクシュアルの広まりから、民間団体が認証する二次元キャラクターとの結婚もある。

## 定義

### 「婚姻」と「結婚」
「婚姻」と「結婚」では、「婚姻」のほうが、学術的にも、法的にも、正式の用語として扱われている。
先述のように学術的には「婚姻」は配偶関係の締結のほか配偶関係の状態をも含めた概念として、「結婚」は配偶関係の締結を指し、用いられている。平凡社世界大百科事典やブリタニカ国際大百科事典などの百科事典では「婚姻」を項目として立てている。
法概念としても「結婚」ではなく「婚姻」のほうが用いられている。日本の民法上でも「婚姻」と表現されており（民法731条）、講学上においても法概念としては「婚姻」が用いられる。
一方、日常用語としては「結婚」という表現が用いられる頻度が増えている。広辞苑では「婚姻」の定義として、「結婚すること」とした上で、「夫婦間の継続的な性的結合を基礎とした社会的経済的結合で、その間に生まれた子が嫡出子として認められる関係」としている。
「結婚」の文字は「婚姻」の文字とともに漢籍を由来とし、日本では平安時代より用いられてきた。しかし、当時はどちらかといえば「婚姻」の文字の方が使用例が多かった。
明治時代になり、この関係が逆転して「結婚」の二文字が多く使用されるようになった。中国では「婚姻」である。

### 「婚姻」の範囲、多様な意味
婚姻について説明するにあたって、まずその位置づけを広い視野で見てみると、男女の成人の性的関係というのは人類の発生以来人間関係の基礎的形態であり、それが成立するのに必ずしも規範や制度を必要としない。
だが、社会がその男女の結合関係の成立を許容し承認するのは、これが婚姻という形態をとることによるのである。婚姻というのは社会的に承認された夫と妻の結合なのであるが、ところがこの《夫》や《妻》の資格や役割については、各社会・各時代において独自に意味づけがなされており、比較する社会によっては、互いに非常に異なった意味づけを行っているものがある。
よって上記の「社会的に承認された夫と妻の結合」という定義以上に細かい定義を盛り込むと、すぐにそうした定義文に当てはまらないような社会が見つかってしまう。
例えば仮に婚姻を「一対の男女の継続的な性的結合を基礎とした社会的経済的結合で、その間に生まれた子供が嫡出子として認められる関係」などと定義してしまうと、日本などではこれは当てはまるものの、他の地域・文化ではこれに当てはまらない事例が多数見つかってしまう。
例えば南インドのナヤール・カーストにおける妻訪形式の男女関係は、性的関係に留まるもので、男は「生みの親」（en:genitor）にはなるものの、居住・生産・消費・子の養育・しつけなどには一切関与せず、社会的・経済的なつながりを持たないのである。ナヤール・カーストでは子は父親のカーストの身分を得はするが、それ以上の社会的・経済的なつながりは一切なく、父親の葬儀にも参加しない。
また、たとえば北アメリカのクワキウトル族では、首長の特権は（息子ではなく）娘の夫（義理の息子）を通じて孫に伝えられる。そして娘がない場合は、息子（男）が（娘の代わりに）他の男を「婿（むこ）」として迎え入れ、その結婚式は通常と全く同じ方式で行われ、その式を行ってはじめて婿は特権を譲り受けることができるのであり、つまりこの同性間の婚姻では、男女の性的な要素は全く含まれておらず、婚姻はあくまで地位や財産の継承の道筋をつけるために行われている。
このように、「婚姻」（や「結婚」）という用語・概念は、社会によって全く異なった意味を持ちうる。

### 個々人の婚姻状態の行政上の分類用語。「未婚」「有配偶」「死別」「離別」。「非婚」。分類の困難。
日本の行政機関の統計においては、「有配偶」という用語を使い、「未婚」「有配偶」「死別」「離別」で、結婚に関連する状態を分類していることが多い。結婚していないことを「未婚」（みこん）、すでに結婚していることを「既婚」（きこん）と単純に分類することもあるが、これでは死別や離別について正しく把握できない点が問題となる。なお「死別」とは、配偶者が死亡した状態で、通俗的には「やもめ」とも言う。
さらに最近、日本では、本人の積極的な意思で結婚しないことを選択することを「非婚」と呼ぶ。「未婚」と言うと、まるで本人は結婚を望んでいてその状態にたどりついていないかのような印象、誤解を生むが、結婚しないことを意識的に、意思を伴って選択していることを、はっきり明示する表現である。
なおフランスでは、男女の結びつきが可能な年齢になった人に関しては、古くは celibataire 独身 / marié(e) 既婚 という対比が基本で、それに加えてveuve（やもめ）という分類があったわけだが、20世紀半ばには結婚に加えて、あえて結婚しないcohabitation（コアビタシオン、同棲）という選択が一般化した。その後、PACS（パックス）という結婚と同棲の中間的な関係を保障する制度が実施された。近年では統計的には結婚制度を避けて、むしろPACS制度を選ぶ人々の割合が大きくなり、結婚制度を選択する人のほうがむしろ少数派（マイノリティ）になる。昔の単純な分類には当てはまらない男女の割合が増え、分類はかなり複雑化している。

## 形態

### 単婚と複婚

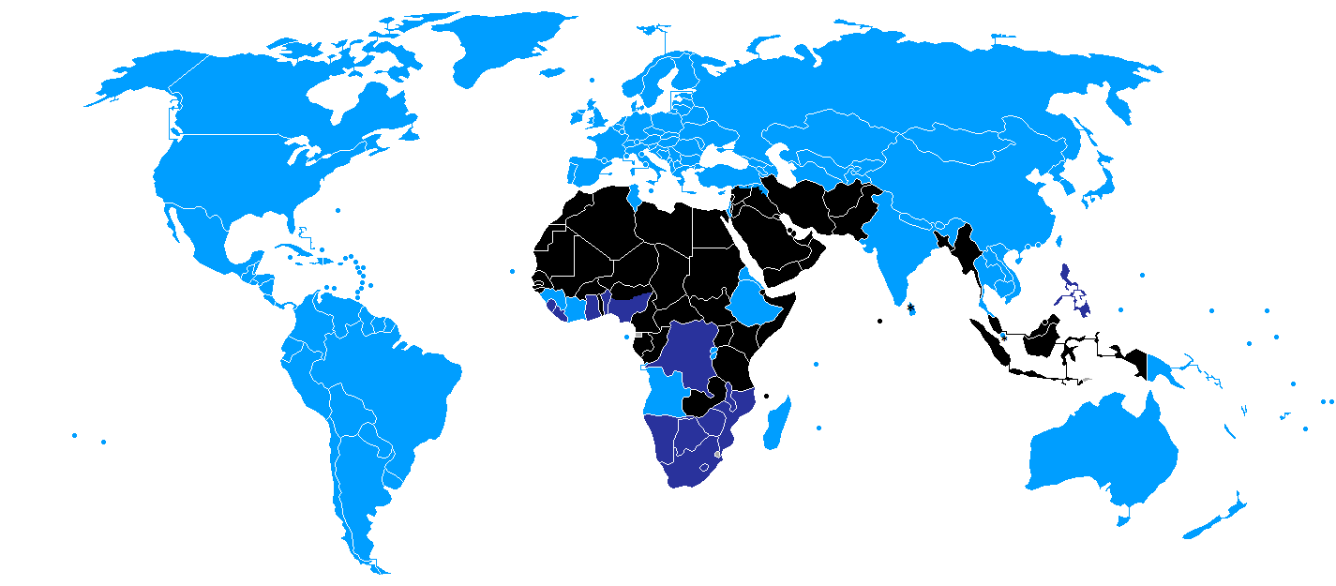
黒：一夫多妻制が容認及び実施されている
法的地位が不明又は不明瞭
薄青：一夫多妻制が一般的には非合法だが、法的拘束力が不十分
青：一夫多妻制が完全に非合法化及び撤廃され、法的拘束力が十分
注釈:
^{1}インド、シンガポール及びスリランカ: ムスリムを除き、いかなる形態においても非合法である。
^{2}エリトリア: 法律は一夫多妻婚を禁じているが、シャリーアに基づく特定の国及び宗教はこれを認めている。ムスリムは合法的にのみ一夫多妻の婚姻関係を結ぶことが可能である。
^{3}モーリシャス: 一夫多妻ユニオンは合法的に承認されていない。ムスリムの男性は妻の法的地位を享受していない女性と4人まで婚姻関係を結ぶことが可能である。

- 単婚制（一夫一婦制、Monogamy）

一人の男性に対して、一人の女性という結婚形態。近代国家の多くはこの婚姻制度のみを採用している。近代以前はしばしば妻のみに貞操義務を要求されたが、これは男性による女性の支配だとして多くの国で撤廃され、一部の国では男女に貞操義務が課された。
なお一夫一婦制の社会で、すでに配偶者がいるのに他の者とも結婚することを重婚と呼ぶ。
- 複婚制 (Polygamy)
  - 一夫多妻制 (Polygyny)

一人の男性が複数の女性と婚姻関係を持つ形態。前近代においてはほぼすべての社会で実践されていた。現在でも中東のイスラム社会などに認められる。また、アメリカ合衆国のモルモン教徒も近年までは、一夫多妻制を採用していた。ただしこの制度を採用している地域の男性住民のすべてが複数の妻を持っているわけではない。イスラム教の一夫多妻制は、イスラーム教の公式見解に従えば聖戦によって男性が戦死する可能性が高かったため、未亡人や遺児の生活を保障するために始められたとされる。複数の妻が持てるのは経済的な余裕のある男性に限られる。一夫多妻制は男性による女性支配の原因となっているとされているが、西ヨーロッパ・アメリカの知識人の中には自国の女性差別を隠蔽するためにこのことを取り上げるものもいるという批判もある。
  - 一妻多夫制 (Polyandry)

一人の女性が複数の男性と婚姻関係を持つ形態。現在この結婚制度を正式に法的に採用している国はないが、チベットなどで妻が複数の兄弟を夫とする慣習がある。
  - 集団婚

集団婚は、複数の男性と複数の女性が婚姻関係を持つ形態。社会進化論が唱えられていた19世紀には、私有財産制度以前の原始社会で行われていたと考えられていたが、最近の文化人類学や考古学、進化生物学の知見からは、その存在が否定ないし疑問視されている。

### 夫居制・妻居制・選択制・新居制
社会学では結婚後の夫婦の居所により夫居制・妻居制・選択制・新居制という分類が用いられることがある。

### （異性結婚と）同性結婚
2001年4月1日、オランダにおいて法律上の性別が同じ2人の結婚が世界で初めて認められるようになった。
2006年7月29日、LGBT(性的少数者)の権利擁護と国際人権法確立を目的とした「モントリオール宣言」が採択され、性的指向を根拠にした差別の禁止などの観点から、同性結婚制度や登録パートナシップ制度が必要との記述が盛り込まれた。
フランスでは、2013年2月には下院で、4月12日には同国の上院で、同性婚解禁法が賛成多数で可決・成立された。
イギリスでは、2013年2月に庶民院（下院）で、7月15日には貴族院（上院）で同性婚法が賛成多数で可決・成立し、2014年3月13日にイングランドとウェールズで同法律が施行され、同年12月16日にはスコットランドで同性婚法が施行、2020年1月13日には北アイルランドで同性婚法が施行された。
アメリカ合衆国では、2015年6月26日、最高裁判所が「法の下の平等」を定めた「アメリカ合衆国憲法修正第14条」を根拠に、全50州での同性結婚を認める判決を下した。
日本では2020年3月4日、東京高等裁判所は同性カップルについて、「他人が生活を共にする単なる同居ではなく、同性どうしであるため法律上の婚姻の届出はできないものの、できる限り社会観念上、夫婦と同様であると認められる関係を形成しようとしていたものであり、男女が協力して夫婦としての生活を営む結合としての婚姻に準ずる関係にあったということができる」と述べて、婚姻に準じる関係であったと認めた。
2024年現在、14億人（世界人口の17%）を占める37ヶ国で同性結婚が認められている。

## 婚姻の解消・不妊離婚や冷遇
配偶者が亡くなった瞬間をもって婚姻関係は自動的に終了するが、婚姻は生前に解消されることがあり、これを一般に離婚という。その扱いについては文化・制度ごとに異なっており、離婚が容易に認められる文化、原則的に認められない文化、一切認められていない文化などの違い、またどのような理由が認められるか、についても文化・制度ごとに異なる。

### 異人種間結婚
アパルトヘイト（人種隔離）政策やアメリカの一部の州などでは、異人種との結婚が禁止されていた。南アフリカ共和国のアパルトヘイト政策による法令は、1949年成立に成立した雑婚禁止法であるが、1985年に廃止された。アメリカでは、1967年にラヴィング夫妻とヴァージニア州との間で行われた裁判（ラヴィング対ヴァージニア州裁判）で異人種間の結婚禁止は違憲との判決となり、異人種間の結婚が許可されるようになった。

### 不妊原因の離婚や冷遇
キリスト教圏ではかつて、結婚は「子供の誕生を目的として行なわれる秘蹟」とされてきた。教会は赤ん坊の誕生のために結婚を正当化してきた。家系の存続を重視する貴族階級にとってもこれは共通認識であり、結婚した夫婦における不妊は婚姻関係の基盤を揺るがす問題であった。ユダヤ教やキリスト教の聖典である旧約聖書(Bible)では、不妊の問題は生理学的に女性に起因するとされており、不妊女性はbarren womanと呼ばれた。結婚した夫婦に子どもが無いことは、その夫婦へは「神の祝福がなかった」とされるだけでなく、神からの罰だとされた（レビ記 20：20～21）。
イスラム教圏ではイスラム家族法で、妻の不妊は離婚の主な理由となっている。子供を産めない妻は常に心理的および社会的圧力を受け、最終的には離婚となる。 イスラム法は一般的に、離婚をする権利を夫にも妻にも認めているが、離婚を宣言する権利は、原則的に夫にしか認めてない。ただし、妻側が離婚を申請出来るケースの一つとして、夫側が不妊や男性機能不全の場合を認めている。
中国大陸、日本列島、朝鮮半島など儒教影響圏では、不妊症や男性不妊症が知られる以前は結婚後も子どもを産めない女性は「石女」といわれて離婚の原因となった。 これらの国における子の産めない女性に対する否定的な認識は儒教の影響であった。中国の大戴礼由来で、 夫が一方的に妻と離縁する事ができる条件を述べた「七去之悪(七去)」 というものがあり、<不妊>はく舅や姑への不服従>  <淫乱> <悋気 (嫉妬) > < 悪疾><多弁>の七つの条件を含まれ、 この中でも、女性の<不妊>は<淫乱>と共には離縁できる最も重視される条件とされた。夫から離婚された女性らは実家に帰されていた。李氏朝鮮王の粛宗の王妃の一人である仁顕王后は石女であり、世継ぎとなる男児どころか子供を産めず21歳で廃妃されて廃庶人となった。子を産んでいなかったため、息子を産んでいる張禧嬪より立場はとても弱かった。息子を産んでいれば、このような結果にならなかったと指摘されている。

## パートナー選択の手法

### 同類婚と異類婚
職業・階層・教育・趣味などの点で同一ないし類似の社会文化的属性を有する者同士の結婚を同類婚（Homogamy）、異なる社会文化的属性を有する者同士の結婚を異類婚（Heterogamy）という。

### 内婚と外婚
同一の地域・氏族・民族の者の間でなされる結婚を内婚（Endogamy）と呼び、異なる地域・氏族・民族等の者の間でなされる結婚を外婚（Exogamy）と呼ばれる。
ただし、近い血縁関係にある者同士が婚姻関係を結ぶ近親婚（親子婚、兄弟姉妹婚、叔姪婚、いとこ婚）については多くの社会で制限が存在する。また、同じ姓の者同士が結婚する同姓婚については慣習的に嫌われる地域がある。なお、夫の死後において夫の兄弟と婚姻関係を結ぶ制度はレビラト婚（順縁婚）、妻の死後において妻の姉妹と婚姻関係を結ぶ制度はソロレート婚（逆縁婚）と呼ばれる。

## 各国の法制度
法学上、婚姻制度については人類の保族本能に基づき、これが習俗・宗教・法律といった社会規範によって規律されるものと説かれることが多い。

### 近代法における構成要素

同性婚が開かれている
政府又は裁判所が承認する意図を示している
明白な他の司法権において施行された際に承認される
シビル・ユニオン
無登録の同棲
明白な他の司法権において施行された際に限られて承認される
国は国際裁判所の対象となる
同性ユニオンが合法的に承認されていない
(リスト上方の色は下方の色に優位に立つ)
未施行の法律を含む。

近代法における婚姻の構成要素として、社会的要素、自然的要素、意思的要素の3つが挙げられる。
- 社会的要素

婚姻の儀式などの要素がある。結婚の際の儀式については結婚式やカノン法、シャーリア（イスラム法）を参照。
- 自然的要素

婚姻は伝統的に、男女間でのみ成立するものとされてきた。しかし、一部の国または地域では男性同士や女性同士の同性結婚も法的に認められている。日本など同性婚を認めていない国では同性間の婚姻届は受理されない。
- 意思的要素

婚姻は当事者間の合意すなわち契約により成立する。

### 婚姻の成立
婚姻の成立の形態に関する法制度としては次のように分類される。
- 事実婚主義（事実婚・無式婚）

社会慣習上において婚姻と認められるような事実関係があれば法律上の婚姻と認める制度
法制上、一般に婚姻には公示機能として一定の手続（儀式等）を伴うのが通例とされ、1926年のソビエト・ロシア法など事実婚主義の採用は歴史的にみても極めて稀にしか存在しないとされる。
- 形式婚主義（形式婚・要式婚）
婚姻の成立には何らかの手続を要するとする制度
  - 法律婚主義（法律婚・民事婚）

婚姻の成立には法律上の所定の手続を要するとする制度（法律上の所定の手続が届出である場合を特に届出婚主義という）
  - 儀式婚主義（儀式婚）
    - 宗教的儀式婚（宗教婚）

婚姻の成立には一定の宗教上の儀式を要するとする制度
    - 習俗的儀式婚

婚姻の成立には一定の習俗上の手続を要するとする制度

なお、各国間では婚姻の成立方式が異なることから、国際結婚の場合には当事者との関係でいずれの国の私法を適用すべきかという国際私法上の問題となる。

#### 結婚式

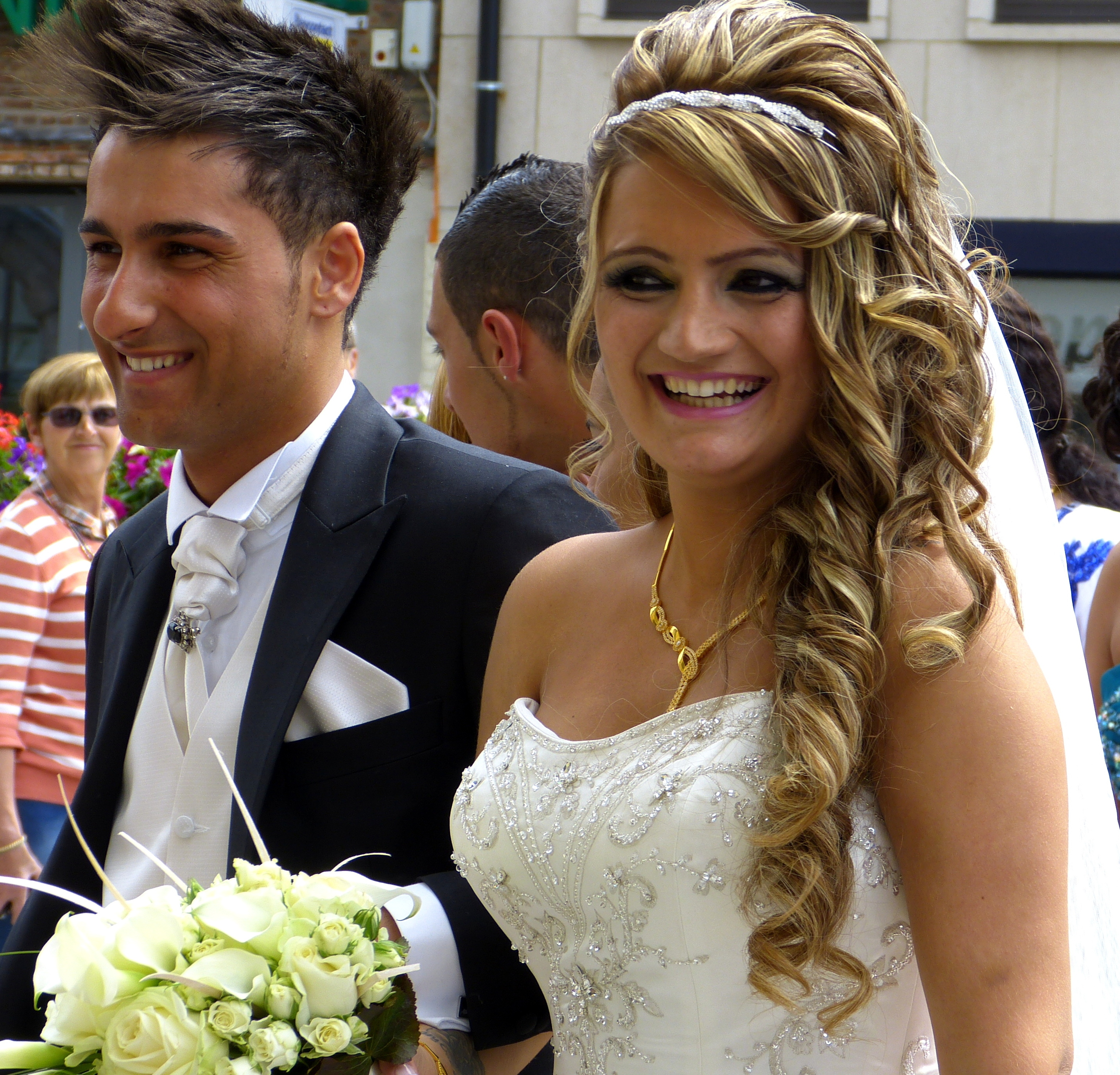
アッシリアの結婚式

結婚は通常、結婚式によって正式なものとなる。式典は、宗教関係者、政府関係者、または州が承認した司式者によって執り行われる。ヨーロッパのさまざまな国やラテンアメリカの一部の国では、宗教的儀式は、政府の役人によって行われる民事式（民事婚; Civil ceremony）とは別に開催する必要がある ベルギー、ブルガリア、フランス、オランダ、ルーマニア、トルコなどの一部の国では、宗教的儀式の前に、民事式を行う必要がある。一部の国、特に米国、カナダ、英国、アイルランド共和国、ノルウェー、スペインにおいては、両方の式典を同時に行える。

### 法定財産制・嫡出子への優遇措置
婚姻後の財産の帰属・管理の形態に関する法制度は次のように分類される。
- 吸収制

配偶者の一方の財産が他方の財産に（この法制の多くは妻側の財産が夫側の財産に）吸収されるとする制度。
- 共有制（共通制・合有制）

夫婦が財産を共有する制度。共有の具体的範囲は各法制ごとに異なる。
- 別産制

原則として各自が財産を所有し自己の名で得た財産はその者の固有財産となる制度。この制度は歴史的には妻の財産を夫から解放する点に意義があったとされる。
- 複合財産制

上の財産制の要素を併用する制度。
日本では別産制を採用している。米国では州によって異なり、たとえばカリフォルニア州では共有制を採用している。
法律婚が普及している日本国では、ある人に嫡出子(法律婚した男女間に産まれた子供)と婚外子(結婚していない男女間に生まれた子供)がいる場合は、婚外子の相続分は法律婚の子の半分とするなど、法律婚の子供への優遇措置が民法で規定されてきた。この規定は二審(高裁)では合憲とされたものの、2013年9月に最高裁判所はに違憲とした。

## 反結婚思想・婚前や婚外性交渉

### 婚姻制度反対・反結婚思想
婚姻制度とは、ある男性と女性の性的な関係を「特別なもの」として法的に認め、次世代を再生産するための家族を形成する役割、つまり婚姻は世代をつないでいくための制度として機能してきた。そのため、フェミニストの中には婚姻制度自体へ反対する人々がいる。反結婚思想を含むモノとして、ラディカル・フェミニズムがある。

### 婚前又は婚外交渉への批判・法的処罰・名誉殺人
婚外性交に対する許容度は、社会によって様々である。世界の主要な宗教の多くは、結婚以外の性的関係を否定している。
既婚者による配偶者以外の者との性的関係（婚外性交渉）や既婚者との性的関係は、姦通（不倫）として知られている。多くの法域で犯罪であり、不倫された側から離婚や損害賠償を要求される理由となっている。
婚前や婚外性交渉を法的に禁止している国として、サウジアラビア、パキスタン、アフガニスタン、イラン 、クウェート,、モルディブ、モロッコ、オマーン、モーリタニア、アラブ首長国連邦、スーダン、イエメンでは、結婚した夫婦間以外のあらゆる形態の性行為が刑法違法とされている。

インドなどヒンドゥー教圏、インドネシアやパキスタンなどイスラム圏では身分違いの結婚・婚前交渉する者への名誉殺人が起きている。

## 歴史・人口再生産への保護
世界で人類史上初めて結婚を制度化したスパルタでは、国民皆兵制度とひとそろいの運用がされ軍事組織の維持の為の結婚であり、一夫多妻制と一妻多夫制が採用され性教育も盛んにおこなわれた。
婚姻の正統性を与える主体として、日本では庶民については当事者らが所属するコミュニティ、親族や地域の権力者が、武士の結婚に関しては幕府が許認可権を持っていた。明治維新以後は日本は近代化したことを欧米先進国へ証明する必要があったために西欧的なやり方を日本の世俗へ合わせた形で全国民の結婚を一元管理するようになり、明治8年から基本的に男女本人らが直接来る形で役所へ届け出を提出した場合のみ結婚したと法的に認めるようにした。立法者の一人である梅謙次郎は当人である男女が直接役所で来る形でのみ認めると法で定める理由について、双方が望まない結婚を防ぐためと衆議院で解説している。ただし、「届け出式」導入当初は一般国民に根付かなかったので、結婚における「届け出式」の必要性を説き、また根付かせるために「代理人による届け出や郵送」でも認めるようになった。こうして、漸く日本でも一般国民の役所への届け出が根付いた。フランスの場合は、フランス政府が民事婚を管轄するようになるまでカトリック教会が結婚をカノン法で管轄していた。更には、国家(政府)による婚姻の管轄について、この明治当時のフランス民法では結婚式(挙式)に関する規定もあり、結婚式にまで役所が関与したが、明治政府はキリスト教国である欧米式そのままでは日本の習慣とは合わないとして民法に結婚式に関する規定は一切含まず、届出をさせることのみを管轄した。戦後直後の新憲法制定後の日本では既に国民へ「届け出式」が普及していたため、新民法でも国家の結婚管轄方法は同じ形式となった。

後述はヨーロッパ地域の歴史について記述する。

### 古代の既婚者への優遇措置
古代ギリシア、古代ローマ、ローマ帝国では結婚した女性にのみ自由市民権が与えられ、自由市民権が無い女性は老婆も婦人も少女もみな奴隷階級の神聖娼婦や娼婦である。古代ギリシアの歴史家ヘロドトスは古代ギリシアのアフロディーテ神殿において神殿売春が行われていたと初めて言及した人物である。「神の家」が存在したと記している（性教育であるとする説がある）、ヘロドトスは『歴史』の中で神殿売春の慣習を伝えているが、多分に誤解を含んでいるという主張もある。

### 宗教者の結婚管轄時代(カノン法に基づいた宗教婚主義時代)
西方教会(ローマカトリック教会)の教会法はローマ法を承継して婚姻は契約によって成立するとしていたが（合意主義）、サクラメント（秘蹟）の教義の下、西欧では結婚には男女が教会においてサクラメントを受けることを要するとする宗教婚主義が支配的となったとされる。キリスト教の教会は結婚を「子供の誕生を目的として行なわれる秘蹟」とし、結婚した夫婦における不妊は婚姻関係を揺るがす問題と考えていた。

### 中世の婚姻還俗運動・法律婚(民婚)普及以降
中世のヨーロッパでは宗教婚主義・儀式婚主義が一般的であったが、宗教改革や啓蒙的自然法思想による婚姻還俗運動の下で法律婚主義が登場すると、絶対王政の台頭とカトリック教会の凋落の中で、秘蹟と契約の分離する民事婚思想が広まることとなり法律婚主義が次第に拡大していったとされる。婚姻還俗運動で結婚が世俗化し、民事契約的把握による国家規律のために、法律婚主義が普及した。1791年のフランス革命憲法第2章第7条にも民事婚思想が見られる。主権国家体制成立以降から結婚は、国家が管轄するようになっていった。
世界で最も民主的憲法と言われた第一次世界大戦敗戦後のドイツ国(ヴァイマル共和政)における1919年制定のワイマール憲法の第119 条〔婚姻・家族・母性の保護〕の項目にて①婚姻は、家庭生活及び民族の維持・増殖の基礎であり、憲法の特別の保護を受ける。 婚姻は両性の同権を基礎とする。 ②家族の清潔を保持し、これを健全にし、これを社会的に助成することは国及び 市町村の任務である。 子どもの多い家庭は子供の多さに相応しい扶助を請求する権利を有する。、と国家の最高法規へ規定されている。

## 宗教との密接な関係
結婚はあらゆる地域で宗教と密接に関わっている。主権国家体制成立以前は国家ではなく、現地の有力者や宗教関係者が結婚を管轄していた。

### キリスト教

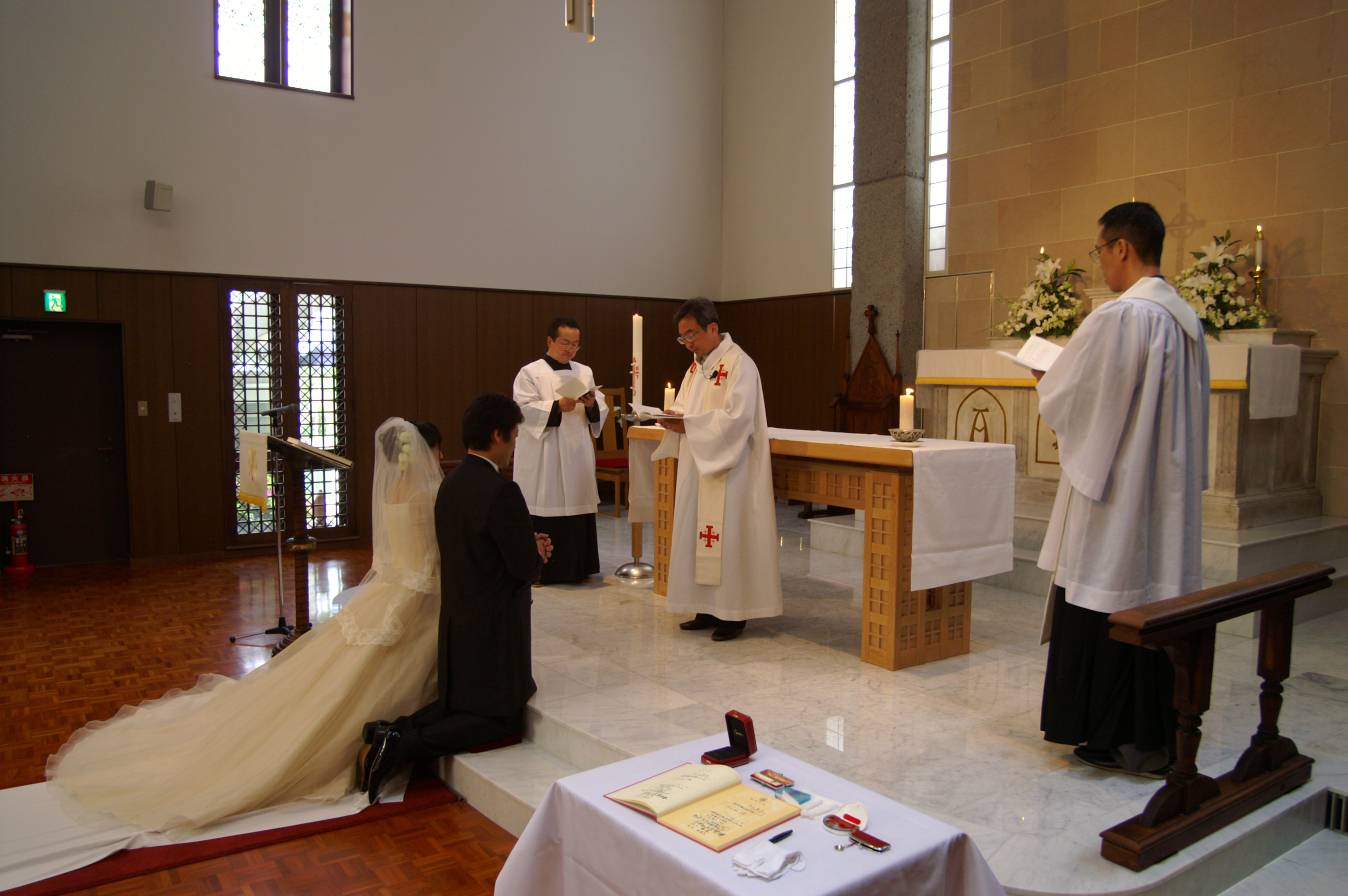
京都聖マリア教会での結婚の秘跡

- カトリック教会では「結婚の秘跡」として扱われる[76][77]。結婚の秘跡として認められるのは信徒同士の場合である[78]。非信徒と信徒（混宗結婚と異宗結婚[79]）、教会によっては非信徒同士の結婚式も執り行う。カトリック教会では、民法上の離婚者の再婚を結婚と認めていない[80]。カトリック教会の聖職者は生涯独身である。ただし、他教の既婚の司祭的役割の者が改宗した場合は、離婚を求められることはない。結婚禁止になったのは、11世紀のグレゴリウス改革以降のことである[81]。東方典礼カトリック教会は結婚できる。
- 聖公会では主教も含めた聖職者も結婚および妻帯が可能であり、妻帯した主教も数多く存在する。また正教会と違い、執事・司祭となった後でも結婚が可能である。
- 正教会では機密として扱われる[82]。正教会では婚配機密といい、機密であるため、信徒同士でのみ行われる。夫婦となる者のうち片方もしくは両方が未信徒である場合、洗礼を受けてから婚配機密を行う。修道士は独身を保つ。神品 (正教会の聖職)の内、輔祭・司祭は妻帯が可能であるが、輔祭になる前に結婚しなければならない。また神品の再婚は認められない。主教は修道司祭から選ばれるため、主教は独身者である。離婚は神品職を解かれるほどの重い罪であり、一般信徒も一定期間、領聖停止などの措置が取られることになる[注 1]。しかし一般信徒の場合、配偶者の生存の如何には関係なく3回まで再婚が認められる場合もある（ただし極めて稀）。

- プロテスタントの中でもバプテスト教会や会衆派では、会衆（教会員・信者）の同意により、神の導きと見なし結婚が成立する。プロテスタントの代表的な信仰告白の一つであるウェストミンスター信仰告白は、配偶者に不倫があった場合にのみ、潔白な方に離婚を認めており、そのとき相手を死んだ者として扱う。リベラルな教会では比較的離婚には、柔軟である（というより、人によって考え方がバラバラである）。

### イスラム教
イスラームでは婚姻は戒律により（商取引などと同様に）人間同士の契約として扱われており、キリスト教の結婚のように神に誓った物ではない。
イスラム教における結婚では夫婦ともにイスラム教徒であることを必須条件としている。このため、夫婦のどちらかがイスラム教徒でない場合は、イスラム教徒へ結婚前に改宗することが求められる。
手続
結婚の手続き（儀式）は「ニカーフ」と呼ばれ、イスラーム法を知る者であれば誰でも執り行うことができ、また、当事者たちに都合の良い場所で行うことができる。結婚には二人のムスリムの証人が必要であり、イスラーム法を知る人（ムスリム）が二人居ればよいとされている。ただし、実際にはウラマーによる承認や公証人による証書の発行が必要となる。また、「当事者たちの都合のよい場所で行うことができる」とされているが、通常は、モスクにおいて、そのモスクのイマームが執り行う。
イスラーム教における結婚は、「１人の男と１人の女との間に結ばれる契約」であり、その結婚に対しては何らの法的制約もないので、花婿の同意および花嫁と彼女の保護者との同意とが一番重要であると考えられている。
通常、花嫁の自由意志による同意は、結婚の儀式の前に、直接あるいは間接的に得られている。花婿側の自由意思による同意の表明は儀式中に行う。
結婚の儀式が始まると、まずイマームによるアッラーを讃える定型的な説教がアラビア語で行われ、イスラーム教の結婚制度の尊厳、および妻や夫としての義務や責任について説明される。イマームは、花嫁の保護者に対し、自分の娘（あるいは自分が後見人となっている娘）と花婿との結婚に同意するかどうか、公の場（＝2人の正式な証人が同席し儀式が行われている、まさにこの場）で表明するように求める。保護者が同意を表明すると、イマームは、次に、花婿に対し、名を呼びあげた花嫁との結婚に合意するかどうか表明するように求める。

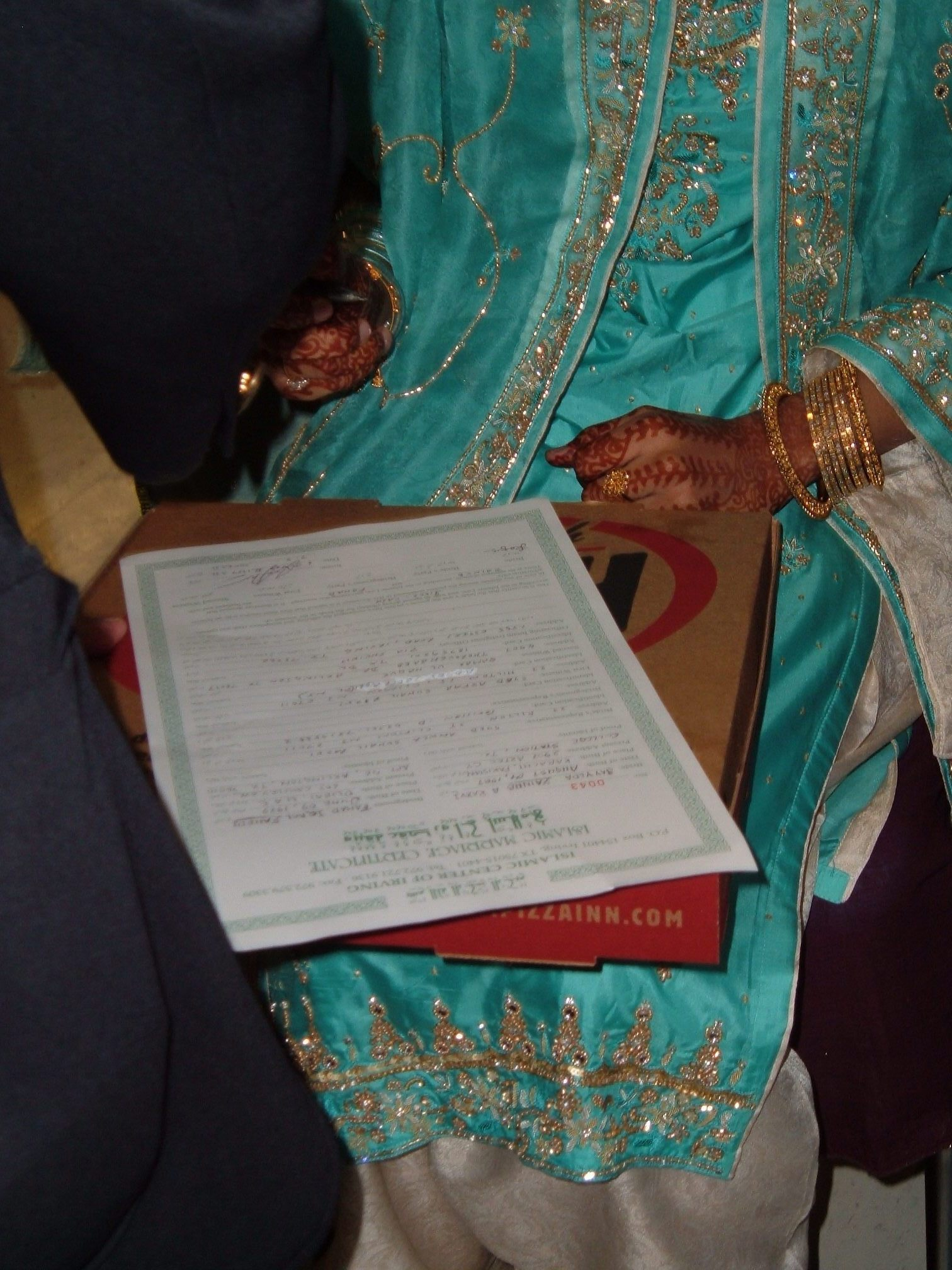
Nikah（結婚の契約書）に署名をするイスラームの花嫁。（2006年、パキスタンにて）

そして（通常、<<結婚の契約書>>が花嫁とその父親（あるいは後見人）と花婿によって作成されており）、2人の証人が（も）それに署名する。（式の前にあらかじめ花婿側と花嫁側の間で時間をかけて話し合い、相互の同意を得た上で決定された）「マフル」と呼ばれる婚資（夫から妻に贈られる贈与財産）の内容（およびその支払い方）がここで発表され、この贈与財産の内容は<<結婚の契約書>>にはっきりと明記される（なお、もしも離婚することになった場合の慰謝料についてもこの契約書に明記しておく）。
そしてイマームの導く無言の祈りで式が完結し、挨拶が交わされる。乾燥したナツメヤシの実（＝デーツ）などのお菓子が参列者に振舞われる。
イスラーム内の宗派ごとの相違点
イスラム法における結婚は制度が複雑で部外者には理解しにくい一面もある。ミシャー婚やスンナ派では認められていないシーア派独自のムトア婚（一時婚）などの制度があり、宗派によって結婚の制度が異なる上にアラブ社会ではこれに部族習慣法が加わって極めて複雑な婚姻関係が形成されている。
年齢
古典イスラーム法では、ムハンマドの妻アーイシャが9歳でムハンマドと結婚し初夜の性行為を行ったというハディースに基づき、女性の結婚最低年齢は9歳である。男性の結婚最低年齢は13歳程度である。しかし中東のイスラム教国を除く多くのイスラーム諸国では現在では15 - 18歳が結婚最低年齢である。
サウジアラビア、イエメン、オマーンなど、人間は生まれたときから結婚する権利があると認める国もあり、法制度上の下限がない国もある。ただし結婚しても性行為は9歳になるまで不可としている。
結婚の不成立（無効）
非婚での性行為が戒律上、認められていないため、初婚のさいには、男性は童貞、女性は処女であることを求められる。そのため、初婚の際に女性が処女でなかった場合、そもそも契約条件を満たしておらず「結婚は無効」という解釈が成り立つ。
離婚
イスラム教では離婚を制限していない。夫が「離婚」を意味する「タラーク」という言葉を、妻に対してはっきりと聞こえるように、ゆっくり大きな声で3回唱えることでその意志を表明すれば、それだけで離婚できる。
再婚
イスラム教では離婚を制限していないため、離婚・死別のどちらでも男女とも再婚可能。
一夫多妻制
イスラム法における結婚では一夫多妻制が認められていることが特徴のひとつとして挙げられるが、経済的な事情もあり実際に複数の妻を持っている人物は少ない。
サウジアラビアの初代国王であるアブドゥルアズィーズ・イブン・サウードは国を平定するために100以上ある国内の主要部族の全てから妻をもらっているため百数十人の妻がいたといわれている。このため初代国王の王妃が何人いたのか国王本人やサウジ王室自身も含めて把握できていないがイスラム社会における結婚の最多事例と言われている。サウード王家は一夫多妻結婚を繰り返しているため、初代国王の子孫は鼠算式に増えて5世代で2万人以上にまで増えた。
チベットの一夫多妻制
他
イスラム教国では売春は重罪であるが、短期間での結婚と離婚を繰り返すことで、実態としては売春でありながらそれをあたかも売春ではないかのように装う「脱法行為（ヒヤル）としての結婚」「結婚を装った売春」が行われていることもある。
婚前交渉など行った場合など、親族から名誉殺人されることが多々見受けられる。

### ユダヤ教
ユダヤ教では結婚は神聖な行為と考えられ、未婚の男性は一人前とみなされない。「結婚は神が人間を誕生させて最初に行った行為であるから、必ず結婚すべきである」とされている。今でも伝統を守る地域では男子は18歳になると結婚する。恋愛は行うべきだが恋愛はあくまで一時的なもので、結婚とは結び付かないものだと教えられている。
結婚に関する様々な規定はケトゥボットにあり、結婚前に結婚契約書ケトゥバを交わすこととなっている。

### ヒンドゥー教
カースト制度で身分差がある結婚に対して、親族による名誉殺人が見受けられる。

## 各国における結婚

### 日本
日本においては戸籍主義であり、特定の式典は要求されず、婚姻届を書いた男女が役所に提出することで法的に結婚となる。
上記のような法律婚以外にも同性結婚、 フィクトセクシュアルから二次元キャラ結婚を民間団体が主催・認証する「結婚」もある。二次元キャラとの結婚を認証する民間団体「次元局」は申請されたキャラクターとの「結婚証明書」を発行している。

### ヨーロッパ

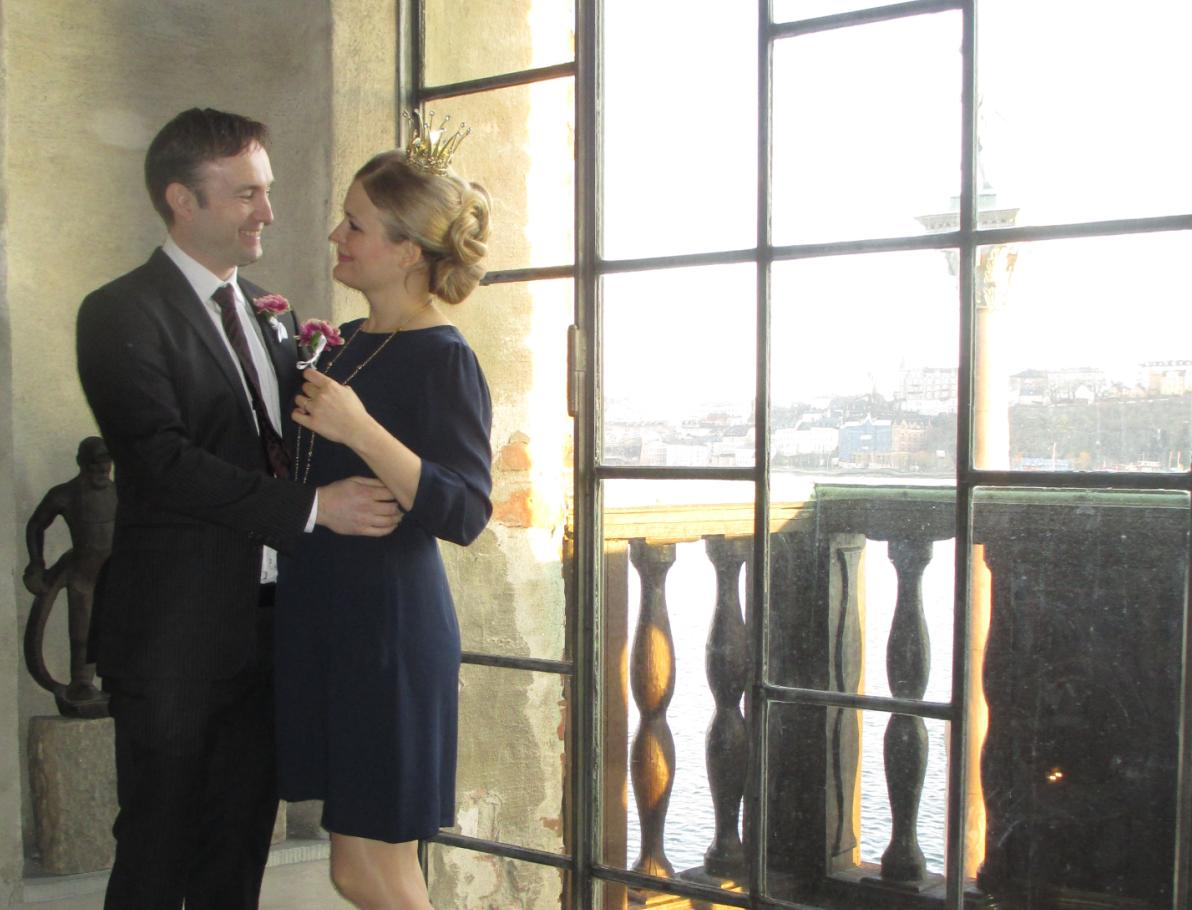
新婚者、ストックホルム市庁舎（2016年）

キリスト教では、結婚は神が与えてくれる恵み（秘跡）として捉えられ、特にカトリック教会では結婚の秘跡として重要視され、離婚や側室を迎えるといった秘跡を損なう行為はタブーとされていた（プロテスタント教会では結婚を秘跡とはしていないが、神前で誓う形式は維持されている）。
中世において、結婚の記録は教会の教区簿冊に頼っていた。そのため、キリスト教の影響力が弱くなる等によりキリスト教によらない結婚や事実婚が増えると、結婚の記録に不備が生じる。
結婚記録の不備は特に相続の場面において社会問題となった。そのため、例えばイギリスは法律により国教会によらない結婚は結婚として認めず、違反者には重い罰金を科すなどの政策をとったことがある。 
現代
現代のスウェーデンでは56%の人が未婚のまま出産し多くはそのまま生涯未婚を通す。フランスでも6割近くが未婚のまま出産を行っており、こうした婚外子は年々増加しつつある。
ヨーロッパではイギリスやフランス、スウェーデンなど婚外子の割合が高い国があるが、事実婚と異なり法律婚するには夫婦に費用と手間がものすごくかかるようにしているのに法律婚と法的なメリットの差異が無いのが理由である。厚生労働省が発表している2015年度版の資料（平成27年版厚生労働白書 婚外子割合の比較）によると、2006年時点で婚外子の割合はドイツを除き、主要国はアメリカ合衆国の婚外子率を上回っている。

### アメリカ

異人種間結婚(白人と非白人との結婚)禁止法を撤廃した時期ごとに示したアメリカ合衆国の州
禁止法非制定
1780年以降1887年以前撤廃
1948年以降1967年以前撤廃
1967年6月12日破棄

アメリカ合衆国では結婚は一般的なものの、46%とほぼ2組に1組の高い離婚率を示しており、先進国ではトップに位置している。
厚生労働省が発表している2015年度版の資料（平成27年版厚生労働白書 婚外子割合の比較）によると、2006年時点で婚外子の割合は、38.50％である。

### 中国
法律の最低結婚可能年齢は、男性22歳、女性20歳（2008年時点）となっている。
全体としては、晩婚化が進んでいる。
また、一人っ子政策により「男性が余っている」というイメージが強いが、結婚当事者の意識としては「女性が余っている」状況にあるという。大きな要因としては「女性の方が婚期が短い」ことが挙げられる。都市部の結婚適齢期の未婚の世代でも、女性の方が多い状況にある。この問題については、三高#中国も参照されたい。では男性はどこで余っているかというと、農村部となる。地方の低収入の男性が「数千万単位で溢れている」状況にある。

一方で、金持ちになった男性は二号、三号の妾を囲うことが、ある種のステータスとなっている。

#### 中国における意識
中国における結婚への意識として、以下のものがある。
- 夫婦の年齢は、夫の方が高い方がよい（男大女小と言う）[94]
  - こうした状況に対し、2008年3月の全国人民代表大会で「年上の女性と結婚するのにもメリットがあるから、やってみないか」と代表の一人が提案したことがある[94]。
- 結婚するには、まず家[96]と車が必要[92]
  - こうして住宅を買い、ローンで首が回らなくなる者は房奴と呼ばれ、その増加が社会問題となっている。房奴については中華人民共和国の経済#過熱する中国経済を参照されたい。
- 結婚は女性にとっては働く上で不利
  - 企業の求職時に「未婚に限る」という条件がある場合もある。そのため、結婚していることを隠し未婚と偽って働く女性をさして「隠婚族」という言葉が生まれた（もちろん、露見した場合には虚偽申告の罪に問われる）[97]。

#### 中国における歴史
中華人民共和国成立以前は、親が縁談をまとめており、デートや自由恋愛といったものはなかった。1949年の中華人民共和国成立後は、中国共産党が党への忠誠心などを勘案しながら結婚の許可を行うこととなった。1978年の改革開放後は、自由恋愛により結婚することができるようになった。なお、1966年からの文化大革命の際には、多くの知識人が地方へと下放され、そこで地元の女性と結婚することとなった。改革開放後に離婚が自由にできるようになると、こうした夫婦が離婚するケースが各地でみられた。
1990年代後半からの経済成長とそれに伴う経済格差の拡大により、結婚に際し愛情よりも経済力を優先する風潮が強まり、若い女性が生活向上のための手段として玉の輿を狙う姿がみられるようになった。こうした世論を反映するように、成金が80後（後段参照）の女性を狙い、女子大に花嫁募集をかける動きが2006年頃から現れた（こうした女子大への求婚活動は「社会征婚進高校」といわれる）。

#### 中国の世代における傾向
以上のような背景を踏まえた上で、世代の傾向として以下のようなものがあるという。
- 70後（1970年代に生まれた世代）

上述したように、親が文化大革命により下放した知識人の場合、離婚するケースがある。こうした家庭で育ち親の離婚を経験した70後の女性は、結婚に対するネガティブなイメージを抱くこととなる。また、いわゆる三高問題の対象でもあり、「結婚できない」ことが問題となっている。
- 80後（1980年代に生まれた一人っ子政策後の世代で、親や祖父母からの愛情を一心に受けている。何不自由なく育ったため、大学卒業後に就活失敗による失業や低賃金な職場への就職により、生活水準が下がることを恐れる[98]。小皇帝も参照）

小皇帝でも述べられているが、世代として「贅沢に慣れており金遣いが荒い」「我が強い」「わがままで自己中心的」「家事ができない」「競争時代に生きており、より良い条件を求める」といった問題点が指摘されている。また、結婚への価値観もそれまでの世代と異なっており、結婚に伴う責任などもあまり重く考えない。そのため、「すぐに結婚する」「すぐに妊娠する（させる）」「すぐに離婚する」（それぞれ、「閃婚族」「閃孕族」「閃離族」と呼ぶ。また、まとめて「閃光族」と総称する場合もある）現象が起こっており、社会問題となっている。

## 結婚関連の統計
粗婚姻率

## 結婚の文化
- 結婚法令（英語版）、結婚法（英語版）
  - Clandestinity (Catholic canon law)（英語版） - キリスト教では立ち合い人が3人いないと結婚は無効。
  - 婚姻許可証（英語版）
  - 結婚防衛法(同性婚禁止令であり、2013年に一部が違憲とされた。)、2022年12月に同性婚を許可する結婚尊重法（英語版）が可決されたことで更新される。
  - 結婚の禁止（英語版） - 血族、農業の繁忙期、宗教的な禁止期間、社会階級、性別、重婚、異なる宗教、聖職者など様々な理由で結婚が禁止された。
  - 再婚禁止期間 - 日本の法律では、離婚から一定期間の間に結婚することはできない。
- 結婚記念日
- 冥婚 - 死人との結婚。
- 天上の結婚 - 結婚の契約は死後も続くという宗教の考え方。

### 吉日
多くの文化で結婚によい日というのがある。例えば、ジューンブライド（英語：June bride）は、家族の守護神であるギリシア神話のユーノー（Juno）が6月の守り神であるためなどがある。
ロシア
ロシアでは、結婚できない期間の復活祭後の最初の日曜日クラスナヤ・ゴールカ (祝日)、それから7月8日の家族、愛、忠誠の日（ロシア正教で結婚の守護聖人「聖ペテロと聖フェブロニアの日」）に結婚することがおおい。

### 結婚ビジネス
仲人業、ウェディングプランナー、婚礼式指南書（民家祝言婚礼仕用罌粟袋、ゼクシィ）などが見られる。